# France Adine
France Adine (pseudoniem voor Cécile Vandromme (Esen, 31 augustus 1890 – Brussel, 19 maart 1977), was een Belgische Franstalige schrijver.

## Biografie
Cécile Vandromme is een bekende Franstalige schrijfster, maar komt eigenlijk uit een familie met bekende Vlaamse roots. Haar moeder is Marguerite Rodenbach en afkomstig van de brouwersfamilie Rodenbach uit Roeselare. Die is op haar beurt verwant met het Vlaamse boegbeeld Albrecht Rodenbach. De taal in het gezin Vandromme was echter Frans. 
Cécile kende een klassieke burgerlijke opvoeding gericht op talen, geschiedenis en muziek. Ze sprak vloeiend Frans, Italiaans en Engels. Zij huwde met Jules Coucke en kreeg een dochter. het gezin verbleef tijdens de Eerste Wereldoorlog in Engeland. In 1919 keerden ze terug en vestigden ze zich in Brussel.
Vandromme was zelfs als gehuwde vrouw een zelfstandige vrouw. Ze bouwde wars van het burgerlijke milieu een eigen carrière als schrijfster uit. Elke dag besteedde ze de morgen aan het schrijven, de middag aan het burgerlijke leven en de avond aan theater of concerten. Vandromme schreef onder het pseudoniem 'France Adine'. 
Haar werk is doorgaans onderbouwd met historische feiten. De waarden en normen van de beschreven maatschappij komen steevast aan bod. Haar verhalen speelden zich doorgaans af in voor haar bekend gebied : de Belgische kust, Engeland en Baskenland. Het hoogtepunt van haar schrijversloopbaan bevond zich in het Interbellum. Na de Tweede Wereldoorlog kon ze zich moeilijk aan de snel veranderende maatschappij aanpassen. Haar lezerspubliek was hoofdzakelijk vrouwelijk. Ze had jarenlang ook een vaste rubriek in het vrouwenblad 'Femmes d'aujourd'hui'.

## Werken
- 1929 - 'la Coupe de Syracuse'
- 1930 - 'Le Mâître de l'Aube'
- 1931 - 'La Cité sur l'Arno'
- 1932 - 'Le Royaume de Saül'
- 1933 - 'La Madone aux Chérubins'
- 1934 - 'Eve et le Phénix'
- 1934 - 'Jean-Luc, Claudette et leur amie'
- 1936 - 'Sirènes'
- 1937 - 'La Bulle d'Or'
- 1937 - 'Leurs Héritiers'
- 1940 - 'Noël en Flandre' met tekeningen van Elisabeth Ivanovsky
- 1941 - 'Panchiko'
- 1943 - 'L'inspiratrice'
- 1943 - 'Loremendi ou le livre de son choix'
- 1944 - 'Iziar'
- 1945 - 'Les justiciers, conte de Noël'
- 1946 - 'L'échiquier'
- 1946 - 'L'Histoire de Fleurette'
- 1946 - 'Noël en Flandre : conte du XVIième siècle'
- 1946 - 'Les clos des sorbiers'
- 1949 - 'Véronique'
- 1951 - 'Nigelle des dunes'
- 1953 - 'Le rouet qui filait tout seul'
- 1954 - 'Marie du Zwyn'
- 1956 - 'Contes de neige et de soleil'
- 1957 - 'Le grand Saint-Jacques'
- 1960 - 'Le Signe du Griffon'
- 1962 - 'Odette ou le bonheur en ménage'
- 1963 - 'Tosca Naddi'
- 1965 - 'Dans la main des dieux'
- 1966 - 'Cherche-Bruit'
- 1970 - 'Diane et le faune'
- 1973 - 'La Dryade au château'
- 1974 - 'Marie-Victoire'
- 1975 - 'Le quatuor de Chartwell'

## Prijzen
- 1931 - Prix de la Renaissance du Livre voor 'Le Cité sur l'Arno'
- Prix de la Côte Basque
- Prix des Scriptores Catholici
- 1935 - Prix Marie de Wailly (l'Académie féminine des Lettres)
- 1941-1943 - Le Prix Triënnal du Roman voor 'Panchiko'
- 1960 - bekroond door l'Académie Française voor 'Le Signe du Griffon'
- 1963 - bekroond door l'Académie Française voor 'Panchiko'

## Bron
- Peter ASPESLAGH, Roeselaarse schrijvers. France Adine. Roeselare, 2011.